# Ludwig Bergsträsser
Ludwig Bergsträsser, né le 23 février 1883 à Altkirch en Alsace-Lorraine et mort le 23 mars 1960 à Darmstadt, est un historien, professeur de science politique et homme politique allemand, représentant du parti démocratique allemand (DDP) puis du parti social-démocrate.
Du 14 avril 1945 au 12 octobre 1945, il est chef du gouvernement de Grande-Hesse.

## Biographie et carrière universitaire
Bergsträsser est le fils d'un juge spécialisé en droit administratif. Son père est de confession protestante. Ludwig fréquente l'école à Kaysersberg puis le lycée de Colmar où il passe son baccalauréat. En 1902, il entre à l'université de Heidelberg pour étudier l'histoire, le droit public et la macroéconomie. Il fréquente ensuite l'université Louis-et-Maximilien de Munich, celle de Leipzig et la Sorbonne. Il passe sa thèse à Heidelberg en 1906, puis son habilitation en histoire à Greifswald. Il devient tout d'abord chargé de cours à l'université de Greifswald avant d'y obtenir un poste de professeur extraordinaire en histoire moderne en 1916. En 1918, il entre à l'université Humboldt de Berlin. De 1920 à 1933, il est archiviste dans le département recherche des archives impériales de Potsdam. Entre 1923 et 1928, il assure en parallèle des cours à l'université technique de Berlin. En 1928, il passe une habilitation en science politique à l'université de Francfort-sur-le-Main et y devient professeur. En 1933, on lui retire le droit d'enseigner. Lors de l'Aktion Gitter (action grille) qui suit le complot du 20 juillet 1944, il est interrogé par la Gestapo mais est laissé libre. En 1945, il devient professeur honoraire de politique à Francfort, puis en 1950 à Bonn. Enfin de 1946 à 1951, il enseigne l'éducation civique à l'université technique de Darmstadt.

## Appartenance politique
Bergsträsser participe à la fondation en 1906 de l'association nationale pour l'Allemagne libérale. À partir de 1919, il est membre du
parti démocratique allemand, où il dirige l'aile ouvrière conjointement avec Anton Erkelenz. En 1930, il entre au SPD.

## Député
Lors des élections de 1924, Bergsträsser devient député au Reichstag pour un mandat jusqu'en 1928.
De 1946 à 1949, il est député régional de Hesse. Entre 1948 et 1949, il est un membre influent du conseil parlementaire qui travaille à la rédaction de la Constitution de la république fédérale d'Allemagne. En tant que rapporteur, il a une part importante dans la formulation de cette dernière. Lors de la première législature entre 1949 et 1953, il est élu député au Bundestag par la circonscription de Groß-Gerau. Il y préside la commission dédiée aux bibliothèques.

## Chef du gouvernement de Hesse
Le 14 avril 1945, Bergsträsser accepte l'offre du gouvernement militaire américain de participer à la création d'une administration allemande avec un gouvernement constitué d'Allemands siégeant à Darmstadt. Il devient président de ce gouvernement le 8 mai 1945.
Sa zone d'administration s'étend à partir d'août 1945 sur les parties de la Starkenburg et de Haute-Hesse de l'ancien État populaire de Hesse. Son gouvernement est renommé « gouvernement allemand de l'État de Hesse ».
Le 19 septembre 1945, les américains créent la Grande-Hesse. Le 4 novembre, le « gouvernement allemand » devient le « gouvernement président de Hesse », puis le 21 janvier 1946 « gouvernement président de Darmstadt ». Le district de Darmstadt devient ainsi une partie intégrante du nouvel État. Bergsträsser en reste chef de gouvernement jusqu'en 1948.

## Distinctions
- 1953 : Commandeur de l'ordre du Mérite de la République fédérale d'Allemagne

## Œuvres
- (de) Geschichte der politischen Parteien in Deutschland, Munich, 1921
- (de) Die Problematik des deutschen Parlamentarismus, Munich, 1950
- (de) Die Entwicklung des Parlamentarismus in Deutschland, Laupheim, 1954
- (de) Befreiung, Besatzung, Neubeginn - Tagebuch des Darmstädter Regierungspräsidenten 1945-1948, Munich, 1987

## Citations
1. ↑  « Nationalverein für das liberale Deutschland »
2. ↑  « Deutsche Regierung des Landes Hessen »
3. ↑  « Regierungspräsident Hessen »
4. ↑  « Regierungspräsident Darmstadt »